# El meu amic Mac
El meu amic Mac (títol original: Mac and Me) és una pel·lícula estatunidenca de Stewart Raffill estrenada l'any 1988. Ha estat doblada al català Considerada com una paròdia d'ET, l'extraterrestre, la pel·lícula és notòria pels seus nombrosos emplaçaments de producte (McDonald's) i més globalment la seva molt desacreditada direcció, que rebé el premi al pitjor director als Razzie Awards del 1989 i nominada als mateixos premis com la pitjor pel·lícula del 1989. Com a curiositat Jennifer Aniston apareix per la primera vegada a la pantalla gran, només uns pocs segons, ja que fa de figurant.

## Argument
La història descriu un extraterrestre anomenat Mac (per Mysterious Alien Creature) que ha escapat a científics de la NASA i que fa amistat amb un noi en cadira de rodes. Junts, proven de trobar la família de Mac, del qual ha estat separat.

## Repartiment
- Christine Ebersole: Janet Cruise
- Jonathan Ward: Michael
- Tina Caspary: Courtney (com Katrina Caspary)
- Lauren Stanley: Debbie
- Jade Calegory: Eric Cruise
- Vinnie Torrente: Mitford
- Danny Cooksey: Jack Jr
- Laura Waterbury: Linda
- George Buck Flower: guàrdia de seguretat
- Jennifer Aniston: Una ballarina del Mac Donald's (no surt als crèdits)